# Jean Charles Galissard de Marignac
Jean Charles de Galissard Marignac (n. 24 aprilie 1817 - d. 15 aprilie 1894) a fost un chimist elvețian a cărui activitate cu greutăți atomice a sugerat posibilitatea existenței izotopilor și fracțiunii de împachetare a nucleelor și al cărui studiu a elementelor pământuri rare a dus la descoperirea yterbiului în 1878 și codescoperirea gadoliniului în anul 1880.